# ハンモックナンバー
ハンモックナンバーとは、大日本帝国海軍における 『海軍兵学校（以下「兵学校」）の卒業席次』、または 『兵学校同期生間の先任順位』 の通称。本記事では後者の『兵学校同期生間の先任順位』の意味で用いる。
本記事では「兵学校同期生間の先任順位」及び「帝国海軍兵科将校の人事制度」について述べる。
ハンモックナンバーは、兵学校の卒業席次やその後の勤務成績によって決められた。全現役海軍士官（兵科将校・機関科将校・将校相当官〈軍医科士官など〉）の先任順位は、毎年作成される『現役海軍士官名簿』で海軍部内や陸軍に公示された。同時に同階級に任じられ、同じ軍艦などで勤務する兵学校同期生の間にも、先任・後任の区別は厳然として存在し、軍令承行令による指揮系統の序列はもちろん、式典での整列の際などでもハンモックナンバーの順に並んだ。

## 語源
兵学校においては、生徒に常に同期生間の席次を意識させ、席次を競わせる方針が徹底しており、自習室の机の順番・寝室のベッドの順番に至るまで、全てが席次の順であった。この席次を「ハンモックナンバー」と呼んだ。

## 海軍と陸軍の違い
帝国海軍では、帝国陸軍の陸軍大学校（陸大）卒業履歴ほどには海軍大学校（海大）甲種学生卒業の履歴を重視しなかったため、兵科将校の進級と補職には兵学校の卒業席次が大きく影響した。
井上成美は中将で海軍兵学校長を務めていた時に、兵学校のある期について、兵学校卒業席次と最終到達階級との関連を数学的に分析している。
1. 兵学校卒業席次と最終官等の上下との相関係数は「+0.506」となった。
2. 兵学校を卒業後、現役で勤務する年数を平均25年とすると、兵学校3年の成果がそれに匹敵する。

帝国陸軍では、現役兵科将校が陸大を卒業すると、それまでの実績に基づく序列にかかわらず、陸士同期の最上位に置かれた。

## 兵科将校の人事制度
兵科将校の任官や進級は、少尉候補生・少尉・中尉・大尉については、病気その他のよほどの事情がない限りクラスメート全員が同時であった。少佐への進級からハンモックナンバーによる差がついた。少佐・中佐・大佐への進級に際しては、兵学校の各クラスをハンモックナンバーの順に数グループに分け、後のクラスの選抜者を前のクラスの中に割り込ませる「抜擢」制度をとった。これにより、兵学校の前後のクラスをまたいで先任順位が変化した。クラスヘッド（兵学校各クラスの最先任者）が重視され、下のクラスのクラスヘッドが上のクラスのクラスヘッドを超えて昇進することはなかった。
中佐から大佐への進級の際には、1クラスがハンモックナンバーの順に5グループに分れた。太平洋戦争（大東亜戦争）が始まるまで、海軍士官の進級は1年に1回、海軍の年度切替の前後の11月中旬から12月上旬にかけて発令されたので（大将への親任は1年に1度、4月前後に発令）、現役に残っているクラスメートに4年の差がついた。
海軍では大佐から下士官までについて「考課表」を上司に毎年作成させた。大佐から少将への進級の際には、海軍省人事局が8年分の「考課表」を検討して昇進候補の順序をつけた。
大佐から少将への進級については、同クラスの5グループのうち、明治の終わり頃に兵学校を卒業した某クラスでは、一次抜擢者（クラスヘッドを含む）、二次抜擢者はほぼ全員が進級したが、三次抜擢者は7割程度、四次抜擢者・五次抜擢者は1割未満であった。

## 先任順位の決定と変化
ハンモックナンバー（兵学校同期生間の先任順位）は、兵学校の卒業席次を基本としたが、卒業後の勤務成績などにより、進級の際に上下した（同一階級にある間は、先任順位は変更されなかった）。1942年（昭和17年）11月に海軍省人事局長に就任した中沢佑は、「人事局長の回顧」と題するメモを残しており、下記の趣旨が記されている。

### 兵学校卒業後に、ハンモックナンバーが上下した事例

#### 兵26期
1898年（明治31年）に兵学校を卒業した兵26期（兵学校卒業時59名）は、卒業時は2番が野村吉三郎（海軍大将）、3番が小林躋造（海軍大将）であった。しかし、少尉候補生の時の遠洋航海の成績によって、ハンモックナンバーが逆転した。1933年（昭和8年）3月、小林と野村は同時に海軍大将に親任されたが、その際は小林が先任であった。

#### 兵37期
※ 本節の出典は、特記ない限り、井上成美伝記刊行会編著 『井上成美』 井上成美伝記刊行会、1982年、49-50頁。
兵37期（兵学校卒業時179名）は、帝国海軍の歴史を通じて唯一、同期生が揃って少尉任官しなかったクラスである。兵学校卒業時に次席（2位）であった井上成美を最先任者とする兵37期137名が1910年（明治43年）12月15日に少尉任官し、兵37期の残る約1/4は約3か月遅れの1911年（明治44年）2月27日に少尉任官した。中尉への進級（1912年〈大正元年〉12月1日）では、同期生が揃って進級する通常の形に戻った。
同期生が揃って少尉任官しないという異例の措置は、当時「国家予算の都合により」と説明された。後年になって、兵37期が乗組んだ練習艦隊の司令官だった伊地知彦次郎少将が 斎藤実海軍大臣に宛てた意見書の存在が判明した。その意見書には「37期の候補生の後半（席次下位者）は、練習航海中の勤務・成績共に不良。彼らの反省を促すため、37期候補生の後半の任官を半年遅らすべし」という旨が書かれていた。
兵学校卒業時に首席（1位）であった小林萬一郎（1922年〈大正11年〉、少佐の時に病没）は、病気のために「明治44年2月少尉任官組」に入ってハンモックナンバーが大幅に下がり、代わって井上成美が兵37期のクラスヘッドとなった。
兵37期が1912年（大正元年）12月1日に揃って中尉に進級した際のハンモックナンバーが、官報（大正元年12月2日）で確認できる。最先任者は井上成美（「明治43年12月少尉任官組」の最先任者）であり、以下「明治43年12月少尉任官組」が並び、吉田福蔵（「明治43年12月少尉任官組」の最後任者）の次に、小林萬一郎（「明治44年2月少尉任官組」の最先任者）が位置している。

#### 兵39期
1911年（明治44年）に兵学校を卒業した兵39期（兵学校卒業時148名）の西村祥治中将について、千早正隆は、下記のように述べている。
「官庁の官学出の中に特別組があるように、昔の日本海軍にも"特急組"と称する特別の待遇を受けるグループがあったが、西村中将はそういうグループに属していなかった。いな、むしろ、"特急組"から落っこちて普通列車に乗り換えた組であった。元海軍省軍務局長の岡敬純中将は西村中将のクラスの"特急組"であったが、彼もかつては西村中将の下風に立ったこともあったほどである」
兵学校卒業席次では、西村は21番、岡は52番で西村が上。しかし、少佐進級時に岡は39期の「先頭組」に入ったが、西村は「先頭組」より1年遅れており、この時点で両者のハンモックナンバーが逆転した。その後、中佐から中将までの各階級で、岡が西村より1年早く進級している。

#### 兵44期
1916年（大正5年）に兵学校を卒業した兵44期（兵学校卒業時95名）の柳本柳作（大佐で戦死、少将に進級）は、兵学校卒業席次は30番程度だったが、少尉候補生時代に、夜も寝ずに昼間は出来ない勉強に励む（森史朗は、昼間に、椅子に座ったまま、あるいは当直に立ったままでも仮眠できる方法を会得したのだろうと述べている）、少尉時代に、東京から横須賀までの72キロを徹夜で歩き通すと言った超人的な体力を持ち、職務に精励した結果、ハンモックナンバーを4 - 5番まで上げ、中尉だった1921年（大正10年）に、皇太子（のちの昭和天皇）渡欧の際に随員に選ばれた。これは、ガンルーム士官として最高の名誉であった。
秦郁彦編著  『日本陸海軍総合事典 第2版』  によると、柳本の兵学校卒業席次は21番。兵44期の卒業席次上位者は、3番が西田正雄大佐、6番が島本久五郎少将。兵学校卒業席次3番の西田、6番の島本、21番の柳本は、いずれも1937年（昭和12年）12月に大佐に進級しており、柳本は兵44期の先頭組に入っている。一方、兵学校卒業席次4番の湊慶譲少将は、大佐進級の時点で、柳本を含む兵44期の先頭組より1年遅れている。

#### 兵55期
1927年（昭和2年）3月に兵学校を卒業した兵55期（兵学校卒業時120名）の小泉義雄中佐の卒業席次は104番であった。小泉は兵55期の先頭組（同期生の約半数）として1939年（昭和14年）11月15日に少佐へ進級した。さらに、兵55期の先頭組は1943年（昭和18年）11月1日に中佐に進級したが、小泉は、それに続く2番手として、先頭組に6か月遅れる1944年（昭和19年）5月1日に中佐に進級した。小泉が、兵学校を卒業してからの17年間で、かなりハンモックナンバーを上げていたことが分かる。
小泉は、大尉であった1937年（昭和12年）7月11日、第二次上海事変の勃発の直後に、呉鎮守府第一特別陸戦隊中隊長に補され、8月17日に上海付近に敵前上陸して、上海特別陸戦隊司令官の大川内傳七少将の指揮下に入り、200名の兵員を指揮して中国軍と戦った（第二次上海事変）。小泉は、陸戦隊の全体会議で、大川内少将からじかに激賞された。
『ある海軍中佐一家の家計簿』を上梓した小泉昌義（小泉の三男）は、小泉の少佐進級について「兵学校卒業席次からいうと、小泉は次回まわしになって当然であったが、何と言っても、上海事変での武勲がものを言ったのだろう」という趣旨を述べている。

#### 兵60期
1933年（昭和8年）に兵学校を卒業した兵60期（兵学校卒業時127名）の鈴木實中佐の卒業席次は80番くらいだった。鈴木は第26期飛行学生を経て戦闘機パイロットとなり、空母「龍驤」乗組の中尉の時に第二次上海事変に参加した。1937年（昭和12年）8月23日の初陣で、「龍驤」戦闘機隊4機を率いて中国軍戦闘機隊27機と戦い、「編隊で9機撃墜、うち3機は鈴木が撃墜、日本側は全機帰還」の戦果を挙げ、第三艦隊司令長官の長谷川清中将から感状を与えられた。後の「支那事変にかかる論功行賞」では、「殊勲甲の特」とされ、功四級金鵄勲章を授けられ、同時に80番だったハンモックナンバーが一気に10番台に上がった。そのため、鈴木は少佐進級では同期の先頭組に入り、兵60期の中佐（11名、戦死による進級者を除く）の1人となった。

## 将官の人事制度
将官に進級すると抜擢進級がなくなり（各人の先任・後任の順位が固定される）、予備役編入だけとなった。
例えば、先任順位が A・B・C・D・E・F の順である6人の大佐が同時に少将に進級し、中将進級時までにB・D・Eが予備役編入されてA・C・Fの3名の少将が現役に残ったとする。ここで海軍人事当局が「A・Fを中将に進級させる」と決定した場合、抜擢進級がないため、後任のF少将は先任のC少将を抜いて中将に進級できない。よってCを予備役編入し、A・Fを中将に進級させる、といった要領である。
少将から中将への進級についても、「先に大佐から少将に進級したグループの方が、中将に進級する率が高い」傾向があったが、大佐から少将への進級（既述）よりも、その傾向は弱かった。『海軍アドミラル軍制物語』を上梓した雨倉孝之は、中将進級については、より「将帥としての器」を備えているか否かが問われたからであろう、と評している。
大将への親任については、昭和期に大将となった32名について見ると、兵学校卒業席次が20％以内の「ハンモックナンバー上位者」が28名（87.5％）と大半を占める。しかし、そのうち、兵学校首席卒業者は6名（18.8％）、次席卒業者は7名（21.9％）で、雨倉孝之は、兵学校首席・次席卒業者で大将に親任された者はびっくりするほど多くはない、と評している。全国の秀才が集う兵学校で、激甚な競争を制して首席や次席で卒業するのは容易な業ではなく、卒業後に体に不調を来す者が割合多かった。また、ややもすると「将に将たる器」とは言い難い人物になってしまうこともあった。中将までは、クラスの先頭を切って進級しても、そこで予備役に入る者が少なくなかった。

### 技術畑に転じると中将どまり
「軍令・軍政・海上」の道からそれて、「技術の専門家」になった場合は無条件に中将どまりとなった。
例を挙げると、兵28期の兵学校卒業席次の首席は波多野貞夫、次席は永野修身であった。兵28期クラスヘッドの波多野は、大尉の時に欧州に留学して火薬技術の専門家となり、海軍火薬廠技術部長・海軍火薬廠長を計10年も務めた。波多野と永野の2人は1927年（昭和2年）12月1日に兵28期の先頭を切って中将に進級したが、1932年（昭和7年）3月1日、波多野は大将に親任されることなく中将で予備役となった。
吉田俊雄は「兵28期クラスヘッドだった波多野が大尉の時に技術畑に転じたため、次席の永野がクラスヘッドに繰り上がった」趣旨を述べているが、波多野が予備役となる直前の『現役海軍士官名簿 昭和7年2月1日調』での先任順位は「波多野・永野」であり、海軍省人事局長を務めた中沢佑のメモに「ただし各クラスのクラスヘッドたるものは、やむを得ざる事情ある場合のほか変更しない。」という趣旨が記載されているとおり、兵28期クラスヘッドは変更されていない。

### 小沢治三郎中将の大将親任辞退
「将官になると各人の先任・後任の順位が固定されること」、「軍令承行令により、兵科将校の間においては、後任者は先任者を指揮できないこと」が、海軍の人事と組織に強く影響した事例がある。
1945年（昭和20年）5月15日付で、「最後の海軍大将」として、塚原二四三中将（兵36期の2番手、横須賀鎮守府司令長官）と井上成美中将（兵37期クラスヘッド、海軍次官）が大将に親任された。このとき、海軍大臣の米内光政大将は、軍令部次長 兼 海軍大学校長であった小沢治三郎中将をも大将とし、海軍総司令長官として海軍の全部隊を統合指揮させたい意向だったが、小沢はそれを固辞した。
昭和20年5月の時点で、現役中将の先任順位は「塚原・井上・小松輝久（軍令部出仕）・草鹿任一（南東方面艦隊司令長官）・大川内傳七（南西方面艦隊司令長官）・小沢」（井上から小沢はいずれも兵37期）であった。小沢が大将に親任されるには、井上と小沢の間の小松・草鹿・大川内を予備役とする必要がある。この時、小松は内地におり、塚原・井上の大将親任と同時に待命・予備役編入となったが、草鹿はラバウル、大川内はルソン島と、内地との交通が途絶した遠方にあった。草鹿と大川内を予備役に編入した場合、職務を引き継ぐ者を内地から送る手段がないため、両名を即日召集して「召集された予備役中将」として現職務を続けさせるしかない。しかし、予備役中将は、それまでの先任順位とは関係なく全ての現役中将の下に位置づけられるため、数年も若い現役中将の下になってしまう。雨倉孝之は、草鹿・大川内をそのような境遇に陥らせるのを避けるため、小沢は大将親任を辞退したのであろう、と述べている。
昭和20年5月29日、小沢は中将のままで海軍総司令長官 兼 連合艦隊司令長官 兼 海上護衛総司令長官に親補された。小沢の先任順位は現役海軍兵科将校の中で18位であり、小沢より先任の中将が3名いた。軍令承行令により、後任者は先任者を指揮できない。小沢より遥かに先任である支那方面艦隊司令長官の近藤信竹大将（兵35期）は司令部の上海から内地に戻って軍事参議官となり、小沢より後任の福田良三中将（兵38期）が支那方面艦隊司令長官に親補されることで「後任者が先任者を指揮できない」問題を回避した。さらに小沢より先任である南東方面艦隊司令長官の草鹿任一中将と南西方面艦隊司令長官の大川内傳七中将については、既述のように留任させる選択肢しかないため、両名の指揮する南東方面艦隊と南西方面艦隊を連合艦隊から除いて大本営直属とすることで、「後任者が先任者を指揮できない」問題を回避した。

## 兵学校卒業席次
| 期   | 卒業年月             | 1位            | 2位          | 3位          | 4位        | 5位          | 卒業 人数 |
| ---- | -------------------- | -------------- | ------------ | ------------ | ---------- | ------------ | --------- |
| 05期 | 明治11年(1878年)8月  | 富岡定恭       | 鹿野勇之進   | —            | —          | —            | 043人     |
| 06期 | 明治12年(1879年)8月  | 山内万寿治     | 坂本俊篤     | 斎藤実       | 野口定次郎 | 岩崎達人     | 017人     |
| 07期 | 明治13年(1880年)12月 | 島村速雄       | 加藤友三郎   | 吉松茂太郎   | 成田勝郎   | 佐々木広勝   | 030人     |
| 08期 | 明治14年(1881年)9月  | 今泉利義       | 竹内平太郎   | 津田三郎     | 岩本耕作   | 井手麟六     | 035人     |
| 09期 | 明治15年(1882年)11月 | 土屋保         | 宮地貞辰     | 木村浩吉     | 村地正敏   | 高木助一     | 018人     |
| 10期 | 明治16年(1883年)10月 | 加藤定吉       | 大城源三郎   | 瀬野口覚四郎 | 山下源太郎 | 川合昌吾     | 27人      |
| 11期 | 明治17年(1884年)12月 | 二木勇次郎     | 村上格一     | 川島令次郎   | 林作次郎   | 三上平吉     | 26人      |
| 12期 | 明治19年(1886年)12月 | 江頭安太郎     | 坂井彦次郎   | 林三子雄     | 土山哲三   | 山屋他人     | 19人      |
| 13期 | 明治20年(1887年)2月  | 伊藤乙次郎     | 井内金太郎   | 成田長裕     | 黒井悌次郎 | 秀島成忠     | 36人      |
| 14期 | 明治21年(1888年)7月  | 荒尾富三郎     | 上野亮       | 松村龍雄     | 上村翁輔   | 佐藤鉄太郎   | 45人      |
| 15期 | 明治22年(1889年)4月  | 財部彪         | 小杉辰三     | 竹下勇       | 福田久槌   | 小栗孝三郎   | 80人      |
| 16期 | 明治23年(1890年)4月  | 木山信吉       | 井出謙治     | 平岡貞一     | 上田圭蔵   | 関重孝       | 29人      |
| 17期 | 明治23年(1890年)7月  | 秋山真之       | 田所広海     | 山路一善     | 森山慶三郎 | 石井力三郎   | 88人      |
| 18期 | 明治24年(1891年)7月  | 加藤寛治       | 平賀徳太郎   | 酒井邦三郎   | 高橋雄一   | 松村豊記     | 61人      |
| 19期 | 明治25年(1892年)7月  | 百武三郎       | 木村金弥     | 千綿義孝     | 中島資朋   | 谷口尚真     | 50人      |
| 20期 | 明治26年(1893年)12月 | 大石馨         | 坂本則俊     | 斎藤七五郎   | 竹内重利   | 八戸三輪次郎 | 31人      |
| 21期 | 明治27年(1894年)11月 | 古川鈊三郎     | 田畑正亮     | 遠藤寅彦     | 巌崎茂四郎 | 伊集院俊     | 34人      |
| 22期 | 明治28年(1895年)12月 | 竹内兼蔵       | 桜井真清     | 内田虎三郎   | 別府友次郎 | 吉川安平     | 24人      |
| 23期 | 明治29年(1896年)12月 | 丸山寿美太郎   | 松村菊勇     | 吉川秀吉     | 磯貝正吉   | 松下東治郎   | 19人      |
| 24期 | 明治30年(1897年)4月  | 筑土次郎       | 山本英輔     | 大角岑生     | 飯田延太郎 | 大石正吉     | 18人      |
| 25期 | 明治30年(1897年)12月 | 松岡静雄       | 山梨勝之進   | 鳥巣玉樹     | 牟田亀太郎 | 中堀彦吉     | 32人      |
| 26期 | 明治31年(1898年)12月 | 木原静輔       | 野村吉三郎   | 小林躋造     | 吉武貞輔   | 鈴木乙免     | 59人      |
| 27期 | 明治32年(1899年)12月 | 中村良三       | 黒岩篤       | 漢那憲和     | 川副正治   | 島田貞       | 114人     |
| 28期 | 明治33年(1900年)12月 | 波多野貞夫     | 永野修身     | 秋山米吉     | 安東昌喬   | 淡中晴海     | 105人     |
| 29期 | 明治34年(1901年)12月 | 溝部洋六       | 品川一郎     | 森下基一     | 村瀬貞次郎 | 高橋三吉     | 115人     |
| 30期 | 明治35年(1902年)12月 | 百武源吾       | 今村信次郎   | 石川清       | 広瀬哲     | 常盤盛衛     | 187人     |
| 31期 | 明治36年(1903年)12月 | 枝原百合一     | 菊井信義     | 鈴木重音     | 寺島健     | 加藤隆義     | 173人     |
| 32期 | 明治37年(1904年)11月 | 堀悌吉         | 塩沢幸一     | 松下薫       | 藪正毅     | 田中政徳     | 192人     |
| 33期 | 明治38年(1905年)11月 | 豊田貞次郎     | 長谷川芳太郎 | 阿武清       | 有馬寛     | 稲上信壮     | 171人     |
| 34期 | 明治39年(1906年)11月 | 佐古良一       | 佐藤三郎     | 三井清三郎   | 園田実     | 椎名直吉     | 175人     |
| 35期 | 明治40年(1907年)11月 | 近藤信竹       | 川瀬義重     | 小林宗之助   | 原五郎     | 町田進一郎   | 172人     |
| 36期 | 明治41年(1908年)11月 | 有栖川宮栽仁王 | 佐藤市郎     | 沢本頼雄     | 坪井正吉   | 小柳喜三郎   | 191人     |
| 37期 | 明治42年(1909年)11月 | 小林万一郎     | 井上成美     | 岩下保太郎   | 柿田孝二   | 戸苅隆始     | 179人     |
| 38期 | 明治43年(1910年)7月  | 原清           | 杉山六蔵     | 三川軍一     | 小林仁     | 海谷優       | 149人     |
| 39期 | 明治44年(1911年)7月  | 多賀高秀       | 田結穣       | 霜上正太郎   | 和田操     | 山縣正郷     | 148人     |
| 40期 | 明治45年(1912年)7月  | 岡新           | 山口多聞     | 浜田邦雄     | 多田武雄   | 倉永小三     | 144人     |
| 41期 | 大正2年(1913年)12月  | 小西干比古     | 中島省三郎   | 前田稔       | 中原義正   | 荒木煕       | 118人     |
| 42期 | 大正3年(1914年)12月  | 三木繁二       | 小林謙五     | 大西新蔵     | 河野千万城 | 山田定義     | 117人     |
| 43期 | 大正4年(1915年)12月  | 浜野力         | 堀内多雄     | 武節俊二郎   | 矢野志加三 | 横井忠雄     | 95人      |
| 44期 | 大正5年(1916年)11月  | 一宮義之       | 黒田麗       | 西田正雄     | 湊慶譲     | 福田勇       | 95人      |
| 45期 | 大正6年(1917年)11月  | 伏見宮博義王   | 中村勝平     | 千田金二     | 澄川道男   | 長井満       | 89人      |
| 46期 | 大正7年(1918年)11月  | 山階宮武彦王   | 高田利種     | 山本親雄     | 松尾実     | 重永主計     | 124人     |
| 47期 | 大正8年(1919年)10月  | 光延東洋       | 加世田哲彦   | 湊乾助       | 石水泰     | 浜田祐生     | 115人     |
| 48期 | 大正9年(1920年)7月   | 高橋繁次郎     | 小野田捨次郎 | 鶴尾定雄     | 佐藤治三郎 | 宮崎俊男     | 171人     |
| 49期 | 大正10年(1921年)7月  | 華頂宮博忠王   | 久邇宮朝融王 | 松浦義       | 三井再男   | 石原雄       | 176人     |
| 50期 | 大正11年(1922年)6月  | 中野実         | 築田収       | 大前敏一     | 櫛引誠雄   | 藤尾勝夫     | 272人     |
| 51期 | 大正12年(1923年)7月  | 樋端久利雄     | 山本祐二     | 溪口泰麿     | 木阪義胤   | 小島正己     | 255人     |
| 52期 | 大正13年(1924年)7月  | 高松宮宣仁親王 | 入江籌直     | 内田成志     | 白浜栄一   | 有馬純一     | 236人     |
| 53期 | 大正14年(1925年)7月  | 伏見宮博信王   | 道木桂       | 後藤実二     | 旭竜雄     | 松木作次     | 62人      |

皇族の海軍士官は実際の成績と関係なく名誉首席や名誉次席とされたものである。皇族の海軍士官は、大佐への進級まではクラスヘッドと同時に、少将への進級からはクラスヘッドを超えて進級した（例外もあった）。

## 兵科将校人事制度の問題、解決に向けた動き
一般的に、ハンモックナンバーによる人事制度は帝国海軍から組織としての柔軟性を奪っていたとされ、特に太平洋戦争（大東亜戦争）中の将官人事などを例に挙げ批判されるケースも多い。
戦後に海軍関係者が開催した海軍反省会では、人事制度について議論されている。しかし、帝国海軍の中でも特に先進的な思考を有していたとされる井上成美ですら、アメリカ海軍のように性格や能力、専門性など人物評価も考慮した人事制度に改めようという発想には至らなかった。
ただし永野修身が海軍大臣の時に、教育学者の小原國芳の助言（日露戦争時の聯合艦隊司令長官任命の経緯を例に）を受け、ハンモックナンバーのみを基準とする昇進・任官制度を改め、将官ひとり一人の性格や能力、専門性なども考慮した柔軟な人事システムに改めようとした時期があった。しかし、この改革に対する海軍内部の抵抗が強く、陸軍大臣の問題（腹切り問答）もあって、永野が本格的に改革に乗り出す前に内閣が総辞職したため、改革が実現しなかった経緯がある。

## 海上自衛隊におけるハンモックナンバー
海上自衛隊では、海上自衛隊幹部候補生学校の成績、および遠洋練習航海の成績によって決定する卒業席次を、ハンモックナンバーと通称する（元・1等海佐 の竹本三保による）。